# Călui (gmina)
Călui – gmina w Rumunii, w okręgu Aluta. Obejmuje miejscowości Călui i Gura Căluiu. W 2011 roku liczyła 1519 mieszkańców.